# 아카나메

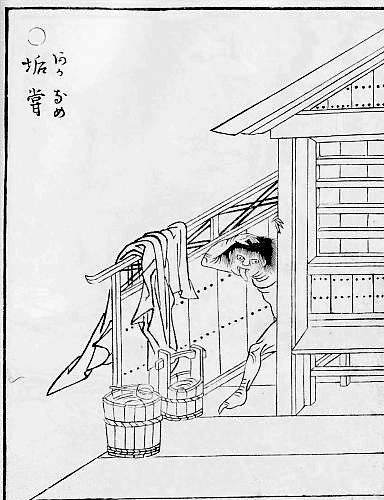
화도 백귀야행의 아카나메

아카나메(일본어: 垢嘗 구상[*])는 일본의 요괴이다. 일반 가정집의 목욕탕이나 버려진 폐가에 주로 기거하며, 사람들이 잠든 한밤중에 나타나서 목욕탕 벽면과 욕조에 붙은 인간의 몸때를 긴 혀로 핥아먹는다고 한다. 요괴에 대한 해설문이 현존하지 않기 때문에 어떤 목적으로 요괴가 생겨난 것인지, 요괴의 행동에 대한 것들이 구체적이지 않다. 사람들은 아카나메가 출몰하는 것 자체를 불쾌하게 여겨 아카나메가 출몰하지 않게끔 항상 목욕탕을 깨끗이 관리했다고 전해진다.

## 같이 보기
- 화장실의 하나코상